# Eudamidas Ier
Eudamidas Ier (en grec ancien Εὐδαμίδας) est le roi eurypontide de Sparte de 331 à 300 av. J.-C. environ.
Il est le fils du roi Archidamos III et le frère cadet d'Agis III, dont il prend la succession en 331 av. J.-C,. On ne connaît rien de sa vie avant son accession au trône. Les sources anciennes sont avares en détails sur son règne, qu'elles qualifient de pacifique,.
On sait qu'il se rend à Athènes alors que Xénocrate est à la tête de l'Académie (339-314 av. J.-C.) et qu'il assiste à quelques leçons de philosophie. Il épouse la riche Archidamia dont il a deux enfants, le futur Archidamos IV et Agesistrata.
La durée exacte de son règne n'est pas connue. Il meurt probablement entre 302-301 av. J.-C. et 295-294 av. J.-C.